# دانا إتش بالارد
دانا إتش بالارد (بالإنجليزية: Dana H. Ballard) هو باحث في مجال الذكاء الاصطناعي أمريكي، ولد في 1946.